# 镇远州 (明朝)
镇远州，明朝时设置的州。
洪武四年（1371年）降镇远府置，治所在今贵州省镇远县。洪武五年（1373年），又改为镇远金容金达蛮夷长官司。正统三年（1438年）废镇远州，以镇远、施秉二长官司隶镇远府。弘治四年（1491年），降镇远府为镇远州，随后恢复镇远府。弘治十一年（1498年）改设镇远县，隶属镇远府。